# Іллюмінатус!
«Іллюмінатус!» — серія з трьох романів, написаних Робертом Ші та Робертом Антоном Вілсоном. Це сатиричні посмодерністські книги на тему таємного товариства ілюмінатів і пов'язаних із ними теорій змови.
Трилогія поділена на книги «Око в піраміді», «Золоте яблуко» та «Левіафан». Вперше вони були опубліковані у вигляді трьох окремих томів, починаючи з вересня 1975 року. В 1984 році вони вже видані як повне однотомне зібрання.
У 1986 році трилогія здобула престижну нагороду Премію «Прометей» за вільнодумну (лібертаріанську) фантастику.

## Композиція
Разом трилогія складається з 5-и частин, перша та друга книги містять по дві частини, а третя книга — одну.
Сюжет книг подається через описи думок, галюцинацій, репліки реальних і уявних персонажів. Дія відбувається у минулому, теперішньому та майбутньому. Твердження частини персонажів сумнівні та взаємно суперечливі. Деякі частини книг є деконструкціями та пародіями на інші частини й відомі твори.

## Сюжет

### Око в піраміді
Двоє поліцейських у Нью-Йорку, Сол Гудман і Барні Малдун розслідують вибух у редакції «лівого» журналу Confrontation і зникнення його редактора Джо Маліка. Вони з'ясовують, що журнал проводив журналістське дослідження вбивства Джона Кеннеді, Роберта Кеннеді та Мартіна Лютера Кінга молодшого. З нотаток Маліка поліцейські розуміють, що ця справа пов'язана з діяльністю таємного товариства ілюмінатів. Якщо вірити Маліку, воно контролює світ і відповідальне за більшість подій світової історії. Поліцейських переслідують агенти ФБР, але їм вдається сховатися.
Тим часом репортера журналу Джорджа Дорна під час відрядження до Техасу заарештовують за зберігання наркотиків. Його залякують і Джордж бачить галюцинації власної страти. Несподівано на в'язницю нападають «дискордіанці» на чолі з загадковим Гагбардом Селіном, винахідником і капітаном золотого підводного човна. Гегбард рятує Джорджа та знайомить його з дискордіанцями, що здавна (з часів Атлантиди) борються проти ілюмінатів аби звільнити світ від їхньої влади. Дискордіанці поклоняються Ериді — богині розбрату, що протистоїть планам ілюмінатів з утримання світу під єдиною владою. Їхня поточна мета — завадити масовому жертвопринесенню, за допомогою якого ілюмінату планують отримати безсмертя. Щоб відволікти громадськість, ілюмінати паралельно готують ядерну війну та витік біологічної зброї. Гагбард збирає дискордіанців для вирішальної битви.

### Золоте яблуко
Сюжет переноситься по Земній кулі до таких місць, як Лас-Вегас (де випадково виникла потенційно смертельна таємна епідемія мутованої сибірської виразки, розроблена урядом США); затонула Атлантида (де Говард, балакуча морська свиня, і його помічники морські свині допомагають Гагбарду битися з ілюмінатами); Чикаго (де багато років тому був убитий хтось схожий на Джона Діллінджера); і на острів Фернандо Пу (місце великого протистояння часів холодної війни між Радянським Союзом, Китаєм і Сполученими Штатами, де може розпочатися ядерна війна).
Для верховних ілюмінатів (родина Сауре: Вільгельм, Вольфганг, Вініфред, Вернер і невідомий п'ятий) життєво важливо завжди бути поруч, чому прагнуть завадити дискордіанці. Впродовж подорожей, дослідження документів і роздумів головні герої сумніваються в своїх знаннях, дізнаються все нові деталі влаштування світу, що перекривають старі. Але саме в цьому й полягає суть дискордіанців — завжди мислити критично.

### Левіафан
П'ятеро верховних ілюмінатів планують здійснити масове жертвопринесення на фестивалі рок-музики в Інгольдштадті в Баварії (місці заснування товариства ілюмінатів). Задум ілюмінатів руйнується, коли дискордіанці прикликають величезне втілення богині Ериди. Їм вдається роз'єднати ілюмінатів, зробивши цим їх вразливими. Вільгельма вбиває жахливий інопланетянин Йог-Сотот, що вирвався з Пентагону, Вольфганга застрелює Джон Діллінджер, Вініфред топлять морські свині, а Вернер тоне в автомобілі.
Головним героям, які зібралися разом на борту підводного човна, загрожує Левіафан, гігантське одноклітинне морське чудовисько у формі піраміди, яке росло впродовж сотень мільйонів років. Неймовірність пережитих пригод спонукає героїв підозрювати, що вони персонажі книги. Левіафана втихомирюють, запропонувавши йому бортовий комп'ютер підводного човна як співрозмовника, що позбавить Левіафана від самотності. Наприкінці виявляється, що Гагбард і є п'ятим верховним ілюмінатом, представником «справжніх ілюмінатів». Він відлітає до Альфи Центавра, щоб нести насіння життя по Всесвіту.
Закінчується книга довідкою щодо різних подій і персонажів, яка прояснює деякі сумнівні моменти сюжету.